# 盧霍韋 (波爾塔瓦區)
49°12′16″N 34°29′6″E / 49.20444°N 34.48500°E
盧霍韋（羅馬化：Luhove），2016年前名为列宁诺韦（烏克蘭語：Ленінове，后按乌克兰去共化法律改名），是烏克蘭中部波爾塔瓦州波爾塔瓦區的村落，分別距離雷庫尼夫卡1.5公里和多夫加普斯托什4公里，面積1.06平方公里，海拔高度81米，2001年人口181。